# Parafia Matki Bożej Królowej Polski w Lesznie Górnym
Parafia Matki Bożej Królowej Polski w Lesznie Górnym – parafia rzymskokatolicka, terytorialnie i administracyjnie należąca do diecezji zielonogórsko-gorzowskiej, do dekanatu Szprotawa. Została erygowana 16 lipca 1957 roku.
W parafii posługują księża diecezjalni. Od 1 sierpnia 2012 roku funkcję proboszcza pełni ks. mgr Janusz Urban.